# Col de la Tourette
Ne pas confondre avec le col routier des Tourettes, sur la commune de Montmorin (Hautes-Alpes)
Le col de la Tourette, situé à 844 m d'altitude, est un col de montagne routier du Massif central, dans le département de la Lozère.

## Géographie

### Localisation
Le col surplombe une boucle du Lot en rive droite, à l'est de Mende, à l'extrémité méridionale de la Margeride. Il se situe dans la commune de Badaroux à l'est du bourg.

### Accès
Le col est emprunté par la route nationale 88, très fréquentée, et constitue une extrémité de l'ancienne route nationale 101, rejoignant le Rhône à Pont-Saint-Esprit, et localement devenue RD 901. Par mauvais temps, la descente du col est accidentogène.

## Histoire

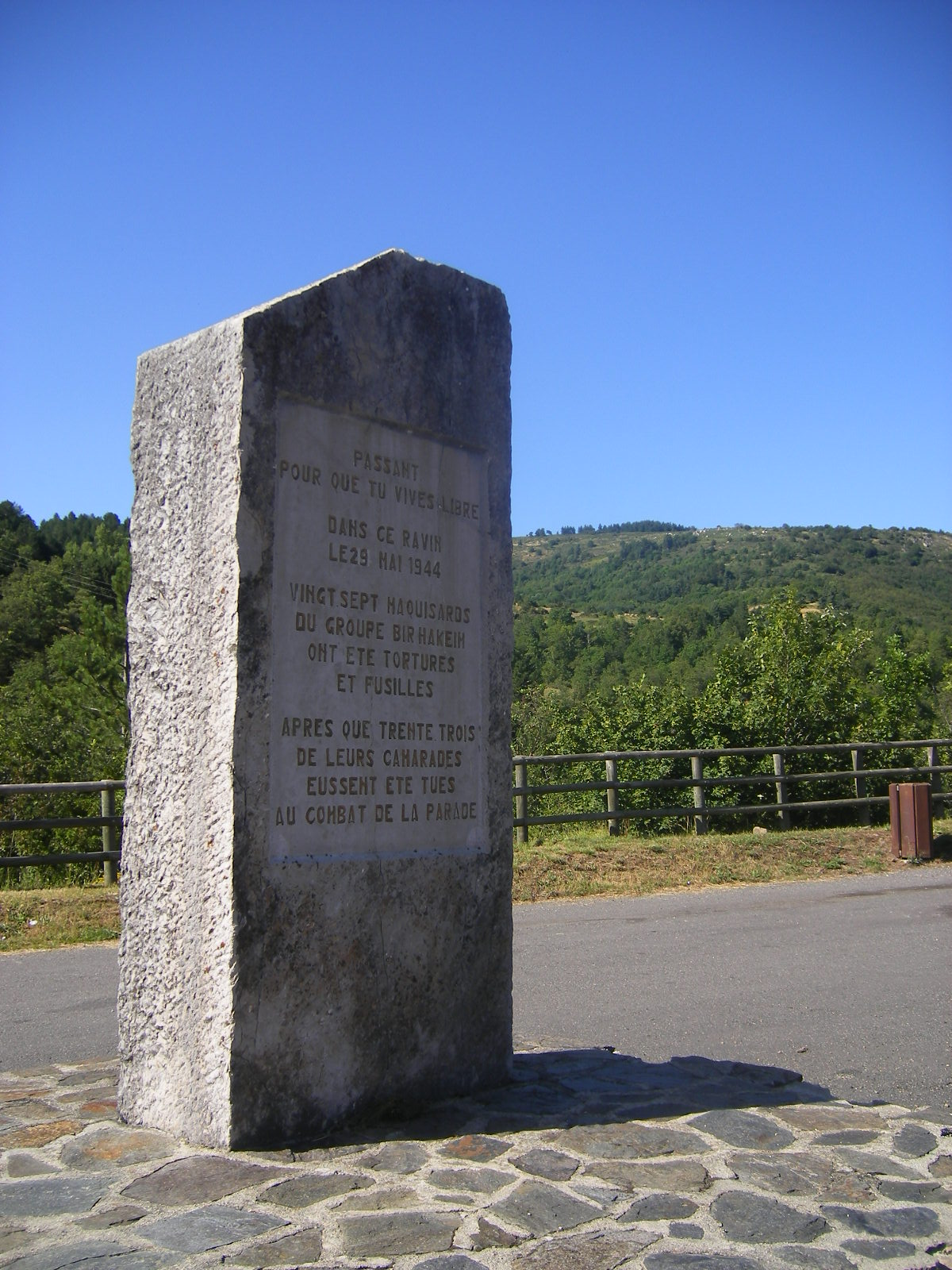
Stèle érigée en hommage aux maquisards fusillés au col.

Publié en 1890, le spéléologue Édouard-Alfred Martel situe le lieu à une altitude de 841 mètres.
Inaugurée le 15 novembre 1902, la ligne du Monastier à La Bastide-Saint-Laurent-les-Bains passe sous le col par le tunnel de la Tourette d'une longueur de 174 m.
Dans la matinée du 29 mai 1944, vingt-sept combattants du maquis Bir-Hakeim de l'Armée secrète ont été exécutés dans un ravin proche de la voie ferrée, en contrebas du col, après avoir été torturés la veille à Mende.

## Cyclisme
Le 19 juillet 2015, lors du Tour de France, les coureurs empruntent le col de la Tourette dès le km 6,5 pour se rendre à la côte de Badaroux (3e catégorie) lors de la 15e étape reliant les villes de Mende à Valence dans un parcours de 183 km.